# 港鐵屯門車廠
港鐵屯門車廠（英語：MTR Tuen Mun Depot）是香港輕鐵唯一的車廠，位於香港新界屯門區屯門龍門路55-65號新屯門中心地下，於1988年9月18日啟用，而屯門車廠內巴士廠則遲至1990年11月9日才投入服務。港鐵屯門車廠鄰近輕鐵車廠站，上蓋為新屯門中心。

## 設施

### 列車停泊區
列車停泊區設於新屯門中心基座，設有15個泊位，供輕鐵所有列車及工程車停泊；而在停泊區南側，另設有一條迴圈軌道。

### 主工場、車身工場及維修車間
而在列車停泊區以北，則設有主工場、車身工場及維修車間，供列車進行各類維修工作。在三座工場中間的空地，則設有一台電動調車台，以移送需要進行維修的車廂。

### 巴士廠
在車廠西側，則設有一座巴士廠，供港鐵巴士停泊，並設有巴士維修車間。

### 港鐵屯門大樓
車廠內設有一座行政大樓，兩鐵合併前名為輕鐵行政大樓，後改為現名。
大樓內除設有輕鐵車務控制中心及車廠部分辦公室，另設有港鐵康樂會屬下「屯門員工康樂中心」，供港鐵全職員工及家屬工餘消遣。
而在2005年前，輕鐵行政大樓亦是原九鐵公司輕鐵部辦事處，其後有關部門陸續遷往西鐵大樓，而該部分辦公室則改建為員工會所。

## 圖集

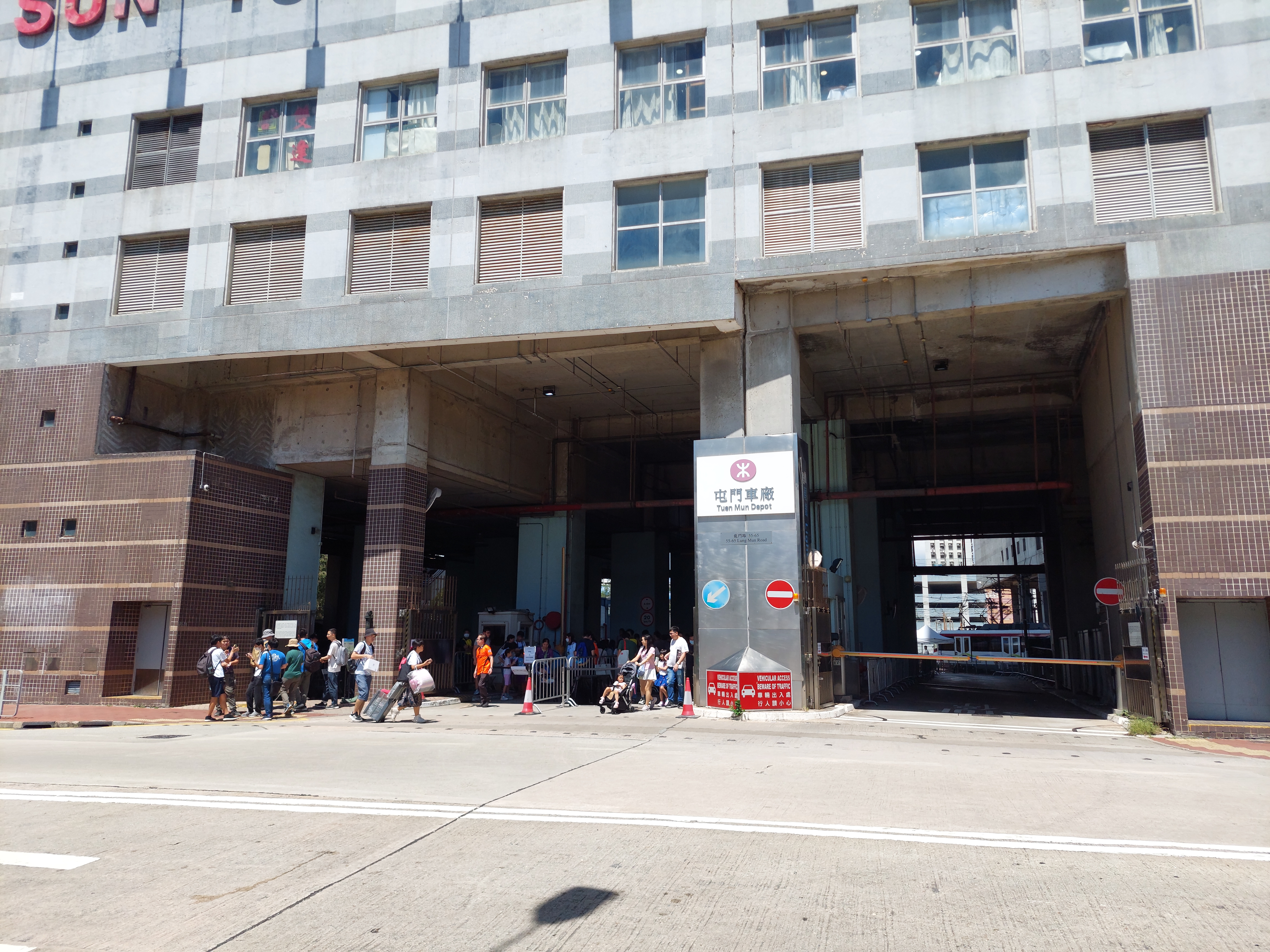
車廠正門
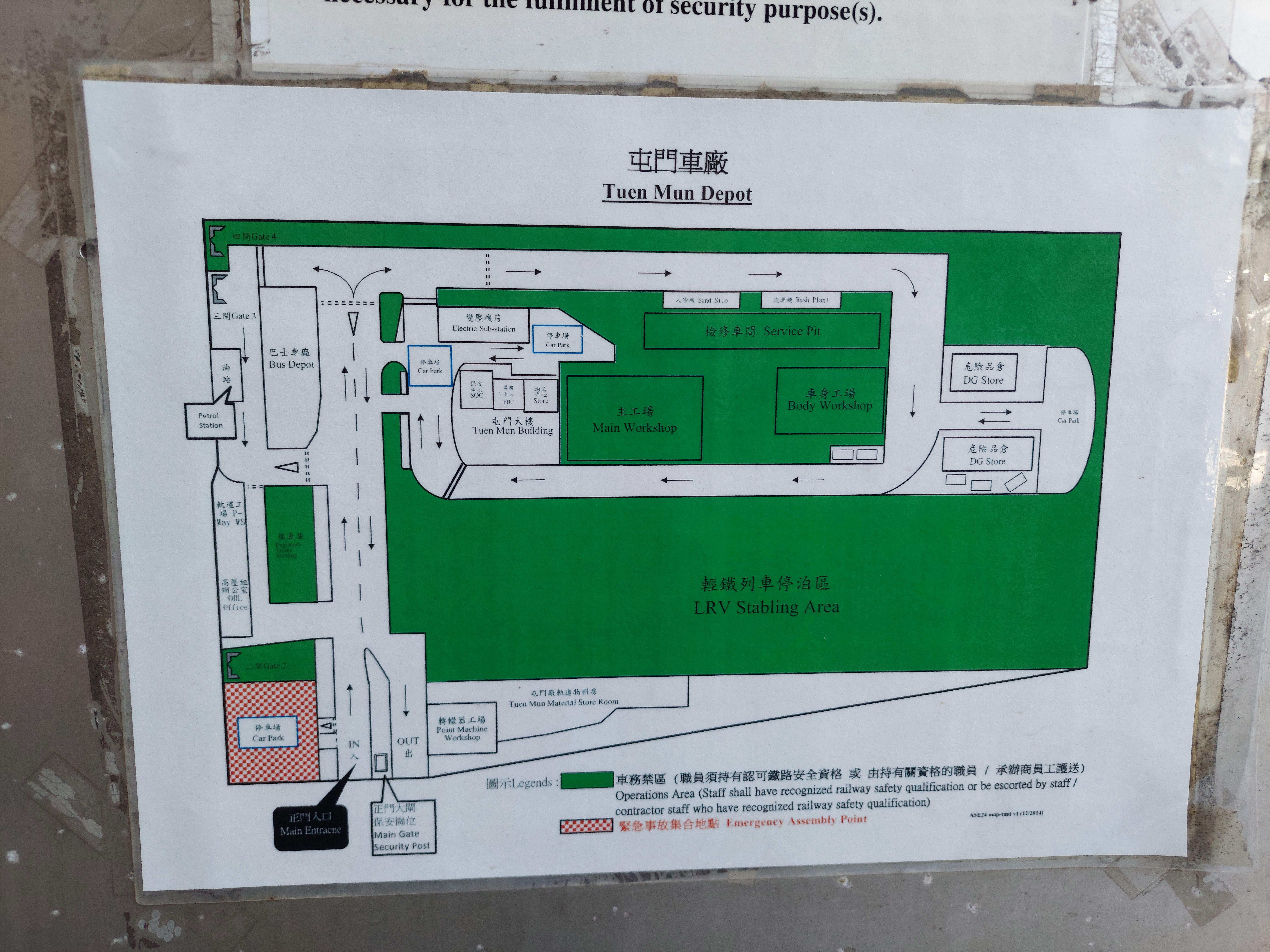
車廠地圖，顯示屯門車廠內所有設施
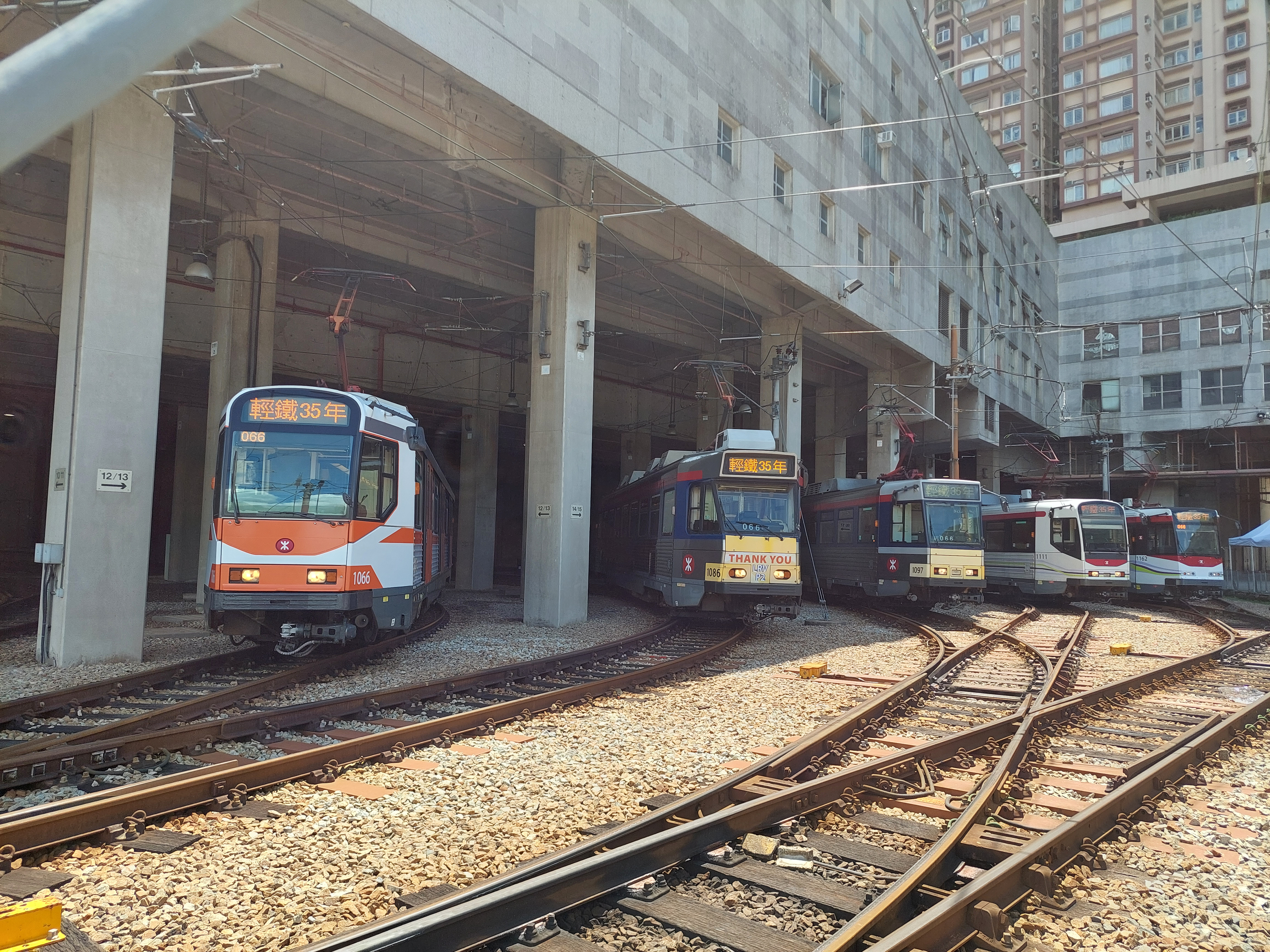
列車停泊區，位於新屯門中心基座
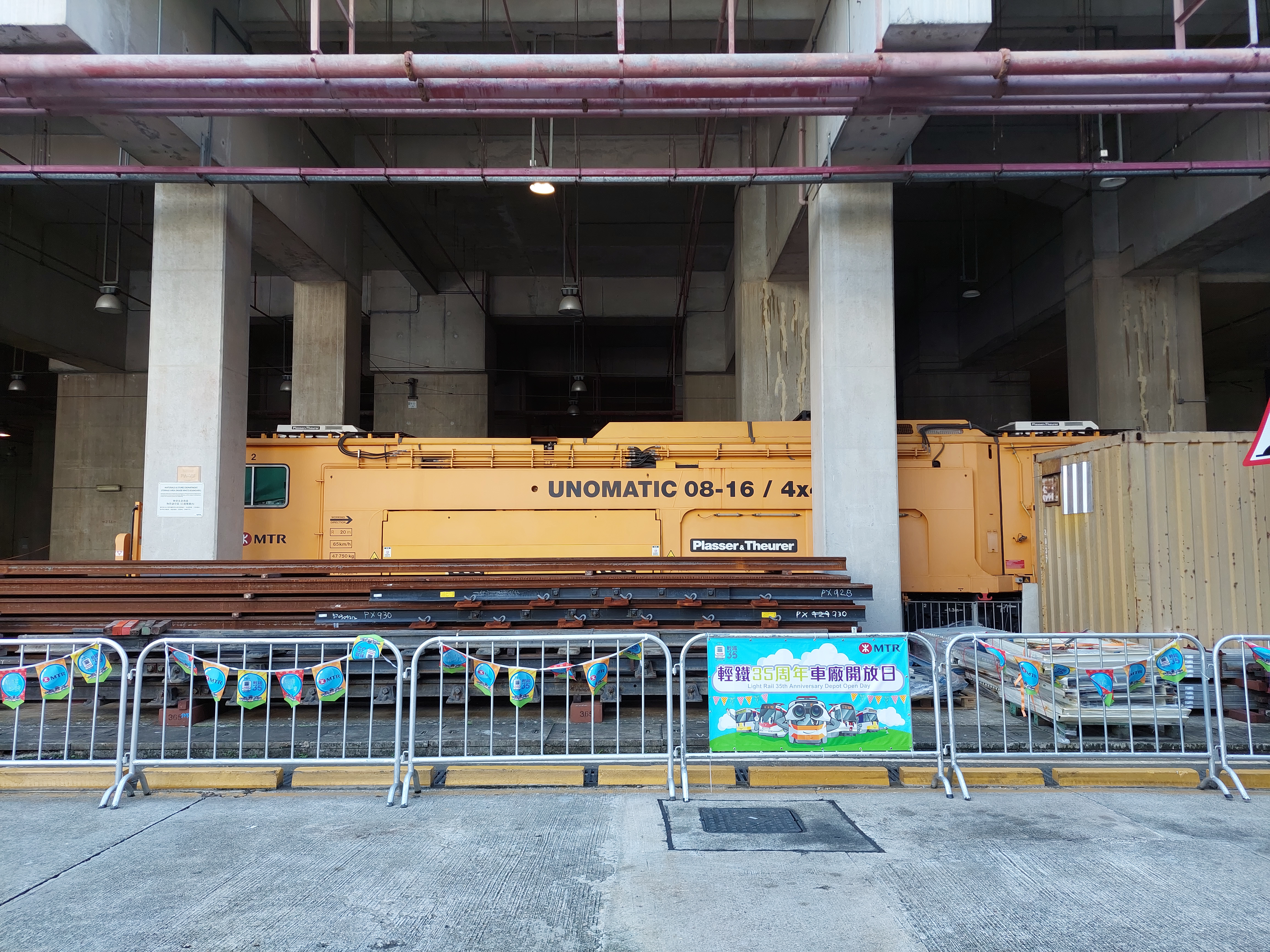
路軌輾磨車
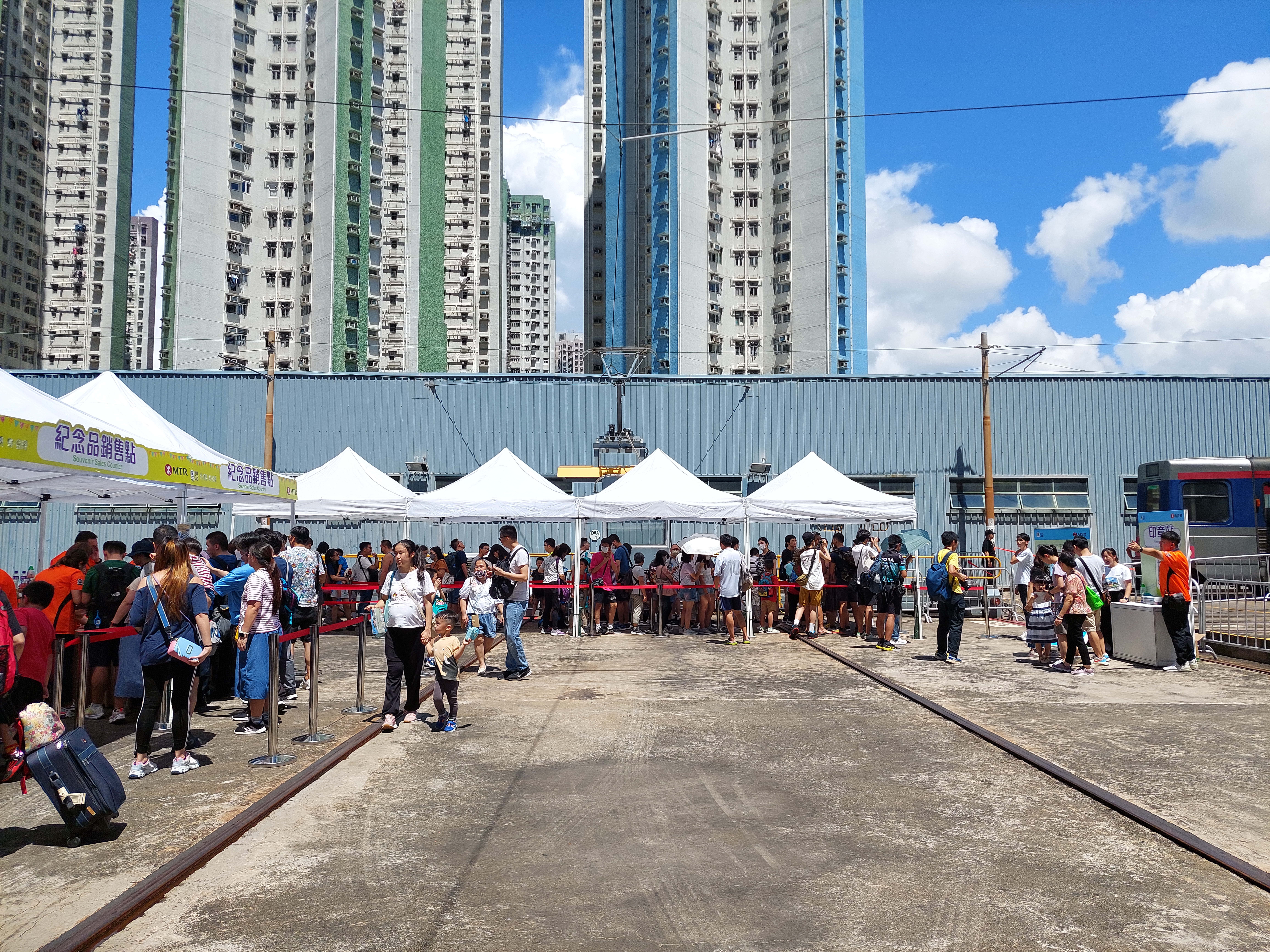
調車台，毗鄰維修車間
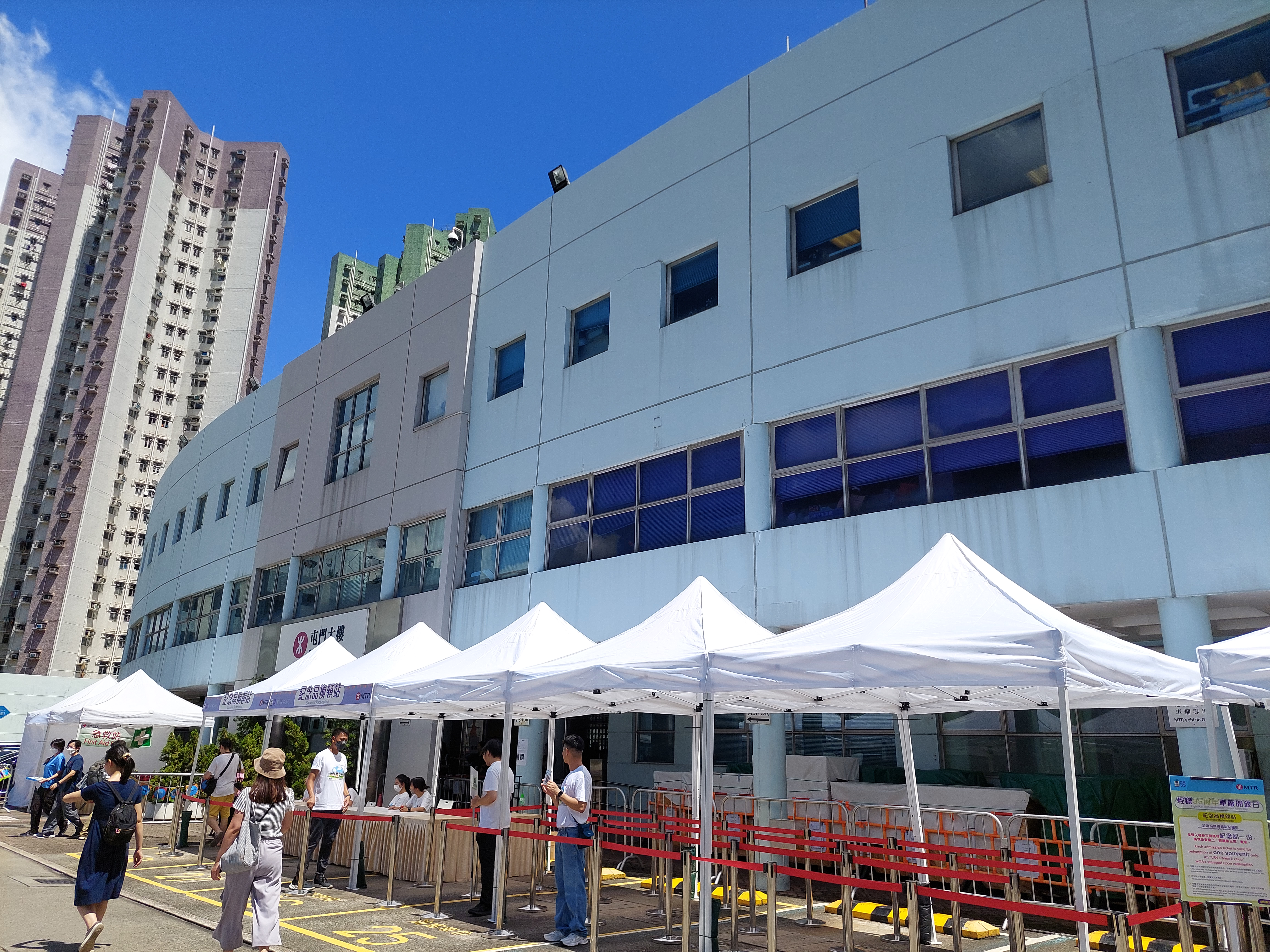
港鐵屯門大樓，設有車務控制中心
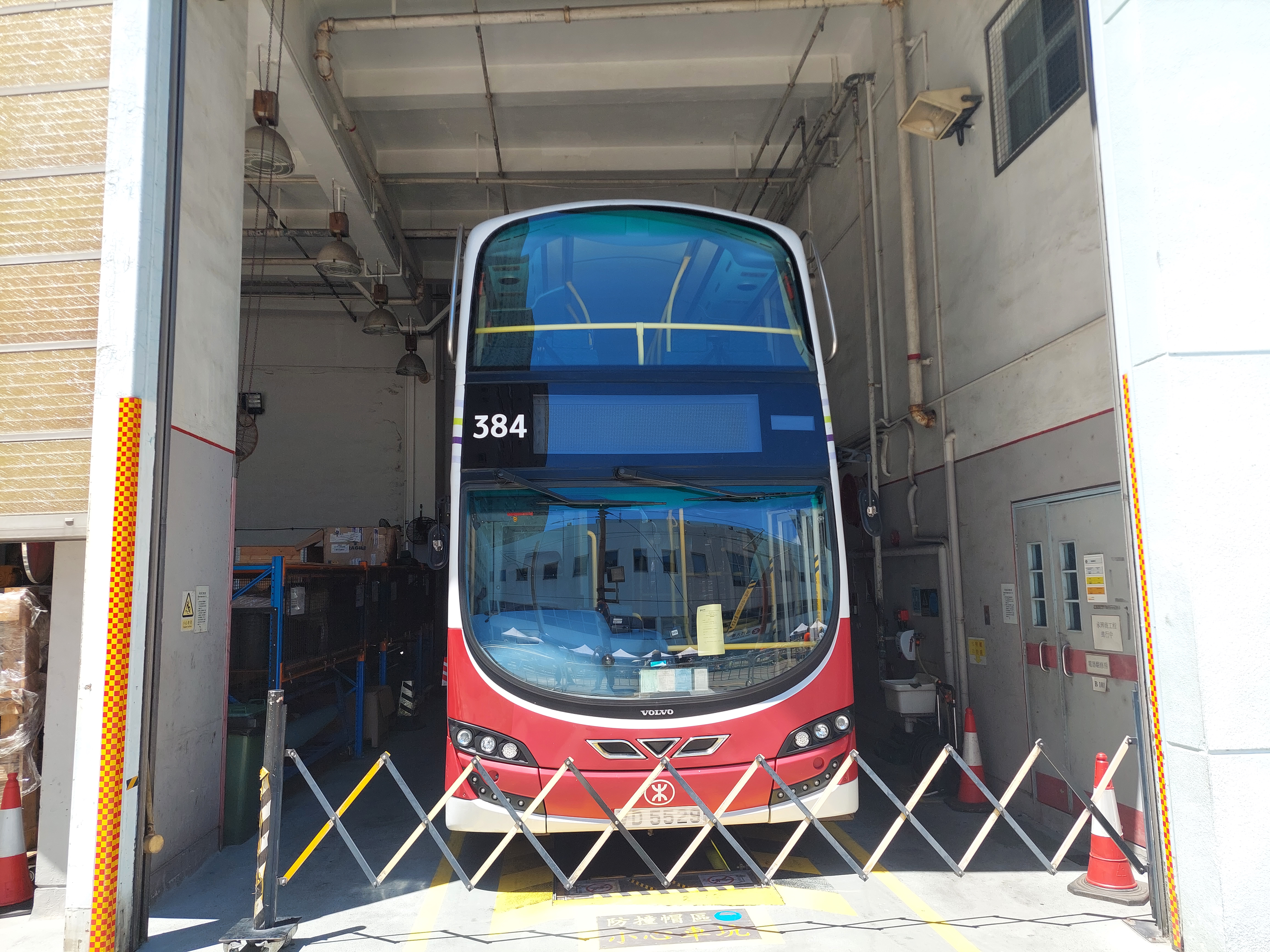
位於廠房西側的巴士車廠

## 開放活動
此車廠乃車務重地，平日不予開放；然而，自2023年初起，有部分旅行社與港鐵公司合作，推出屯門車廠深度遊活動。此外，以往亦曾舉行三次開放活動，詳列如下：
- 第一次開放日為1998年11月1日。當日開放包括車務控制中心在內的車廠設施供公眾參觀，並設有多個攤位遊戲[5]。
- 第二次開放日為2021年10月3日，名為青少年認知海陸空一天遊，由工聯會屬下「香港公共事業工會聯合會」舉辦，只供該會會員及子女參與[6]。
- 第三次開放日為2023年9月17日，為慶祝輕鐵通車35周年活動之一。當日開放車廠部分設施予取得電子入場券的公眾人士，並開放一輛已退役的第二期列車供公眾參觀[7]。

## 事件
- 2019年1月，毗鄰屯門車廠的富健花園居民作出投訴，指屯門車廠凌晨洗車及測試響號時發出噪音，造成滋擾。及後，港鐵決定改於列車停泊區測試列車響號，並縮短響號時間，以求減少噪音[8]。
- 2020年1月1日凌晨，屯門車廠巴士廠被人從外投擲燃燒彈，一輛巴士被焚毀；此外，一輛615P線輕鐵列車在廠外的輕鐵車廠站停靠時，亦被人闖入車廂縱火[9]。
- 2020年7月23日，一名屯門車廠技工確診2019冠狀病毒病，導致廠房需進行緊急消毒，而該技工及其家人亦須入住隔離營[10]。

## 外部連結
- 香港鐵路大典上的相关条目：屯門車廠